# On the Night
On the Night ist das zweite Livealbum der britischen Rockband Dire Straits. Es erschien im Mai 1993 als Resultat der letzten Tournee, bevor die Mitglieder der Band Mitte der 1990er-Jahre getrennte Wege gingen.

## Entstehung und Veröffentlichung
Auf der Tournee zu On Every Street wurden im Mai 1992 Aufnahmen von insgesamt drei Auftritten im Amphitheater von Nîmes und in De Kuip in Rotterdam gemacht und von Neil Dorfsman in den Londoner AIR Studios zu einem Album gemischt. Es erschien auch eine Auflage mit der Live-EP Encores als Bonus-CD. Diese Stücke waren ebenfalls auf der Videoversion des Albums enthalten.

## Titelliste
Alle Stücke wurden von Mark Knopfler geschrieben, an Money for Nothing war jedoch Sting beteiligt.

### CD
1. Calling Elvis – 10:25
2. Walk of Life – 5:06
3. Heavy Fuel – 5:23
4. Romeo and Juliet – 10:05
5. Private Investigations – 9:43
6. Your Latest Trick – 5:35
7. On Every Street – 7:01
8. You and Your Friend – 6:48
9. Money for Nothing – 6:28
10. Brothers in Arms – 8:54

### Videoalbum
1. Calling Elvis
2. Walk of Life
3. Heavy Fuel
4. Romeo and Juliet
5. The Bug
6. Private Investigations
7. Your Latest Trick
8. On Every Street
9. You and Your Friend
10. Money for Nothing
11. Brothers in Arms
12. Solid Rock
13. Local Hero – Wild Theme

## Kritiken
On the Night war zwar ein Charterfolg, jedoch wurde das Livealbum auch für seine uninteressante Darbietung und insbesondere für überlange, eintönige Gitarrensoli kritisiert.

## Kommerzieller Erfolg

### Chartplatzierungen
| ChartsChartplatzierungen       | Höchstplatzierung | Wochen |
| ------------------------------ | ----------------- | ------ |
| Deutschland (GfK)              | 7 (19 Wo.)        | 19     |
| Österreich (Ö3)                | 1 (16 Wo.)        | 16     |
| Schweiz (IFPI)                 | 5 (15 Wo.)        | 15     |
| Vereinigte Staaten (Billboard) | 116 (5 Wo.)       | 5      |
| Vereinigtes Königreich (OCC)   | 4 (8 Wo.)         | 8      |

| ChartsJahrescharts (1993) | Platzierung |
| ------------------------- | ----------- |
| Deutschland (GfK)         | 61          |
| Österreich (Ö3)           | 28          |

### Auszeichnungen für Musikverkäufe
| Land/Region                  | Auszeichnungen für Musikverkäufe (Land/Region, Auszeichnung, Verkäufe) | Verkäufe |
| ---------------------------- | ---------------------------------------------------------------------- | -------- |
| Australien (ARIA)            | Gold                                                                   | 35.000   |
| Frankreich (SNEP)            | Platin                                                                 | 300.000  |
| Neuseeland (RMNZ)            | Gold                                                                   | 7.500    |
| Niederlande (NVPI)           | Platin                                                                 | 100.000  |
| Österreich (IFPI)            | Gold                                                                   | 25.000   |
| Schweiz (IFPI)               | Gold                                                                   | 25.000   |
| Spanien (Promusicae)         | Platin                                                                 | 100.000  |
| Vereinigtes Königreich (BPI) | Gold                                                                   | 100.000  |
| Insgesamt                    | 5× Gold · 3× Platin ·                                                  | 702.500  |

Hauptartikel: Dire Straits/Auszeichnungen für Musikverkäufe